# Rafał Latoszek
Rafał Latoszek (ur. w Warszawie) – polski fotograf, absolwent Państwowej Wyższej Szkoły Filmowej, Telewizyjnej i Teatralnej im. Leona Schillera w Łodzi. Ma na swoim koncie ponad sto portretów ludzi kultury i sztuki oraz osób publicznych.

## Działalność
Prace Rafała Latoszka były prezentowane m.in.:
- w Starej Galerii ZPAF w Warszawie,
- w Centrum Civitas Christiana w Warszawie,
- w Galerii „Rybie Oko” w Warszawie,
- w Towarzystwie Przyjaciół Sztuk Pięknych „Pałacyk” w Warszawie,
- na Wystawie Teatrów Warszawskich „Teatr pod Pałacem”,
- na III Festiwalu Fotografii „Widzi się” w Nowym Sączu,
- w galerii Artinfo.pl w Fabryce Trzciny w Warszawie[2],
- podczas „Nocy muzeów” w Warszawie.

Od 1996 roku stale współpracuje z Polską Agencją Fotografów Forum. Swoje zdjęcia publikował m.in. w „Twoim Stylu”, „Pani”. „Urodzie”. „Marie Claire”. „Madame Figaro”. „Zwierciadle” i „Playboyu”.
Artysta przeprowadza sesje zdjęciowe dla wytwórni płytowych, takich jak Pomaton EMI oraz Sony BMG Music Entertainment Poland. Jest autorem zdjęć, które ukazały się na płytach m.in. Ryszarda Rynkowskiego, Justyny Steczkowskiej i Pawła Deląga, Mirka Czyżykiewicza, zespołu Myslovitz, Harlem i Stare Dobre Małżeństwo.
Rafał Latoszek współpracuje również z warszawskimi teatrami. Jego fotografie ze spektakli widnieją w gablotach i na plakatach Teatru Kamienica, Teatru Narodowego, Teatru Nowego, Teatru Syrena, Studio czy Komedia. Na początku 2006 roku podjął współpracę z Centrum Artystycznym Fabryka Trzciny.

## Nagrody i wyróżnienia
W 1996 roku otrzymał drugą nagrodę w Konkursie Polskiej Fotografii Prasowej za cykl zdjęć w kategorii kultura. Rok później, prezentując portret Janusza Gajosa, został głównym laureatem Konkursu. W 2004 roku miesięcznik „Playboy” przyznał mu trzecie miejsce w konkursie Fotoerotica.